# Kragerø

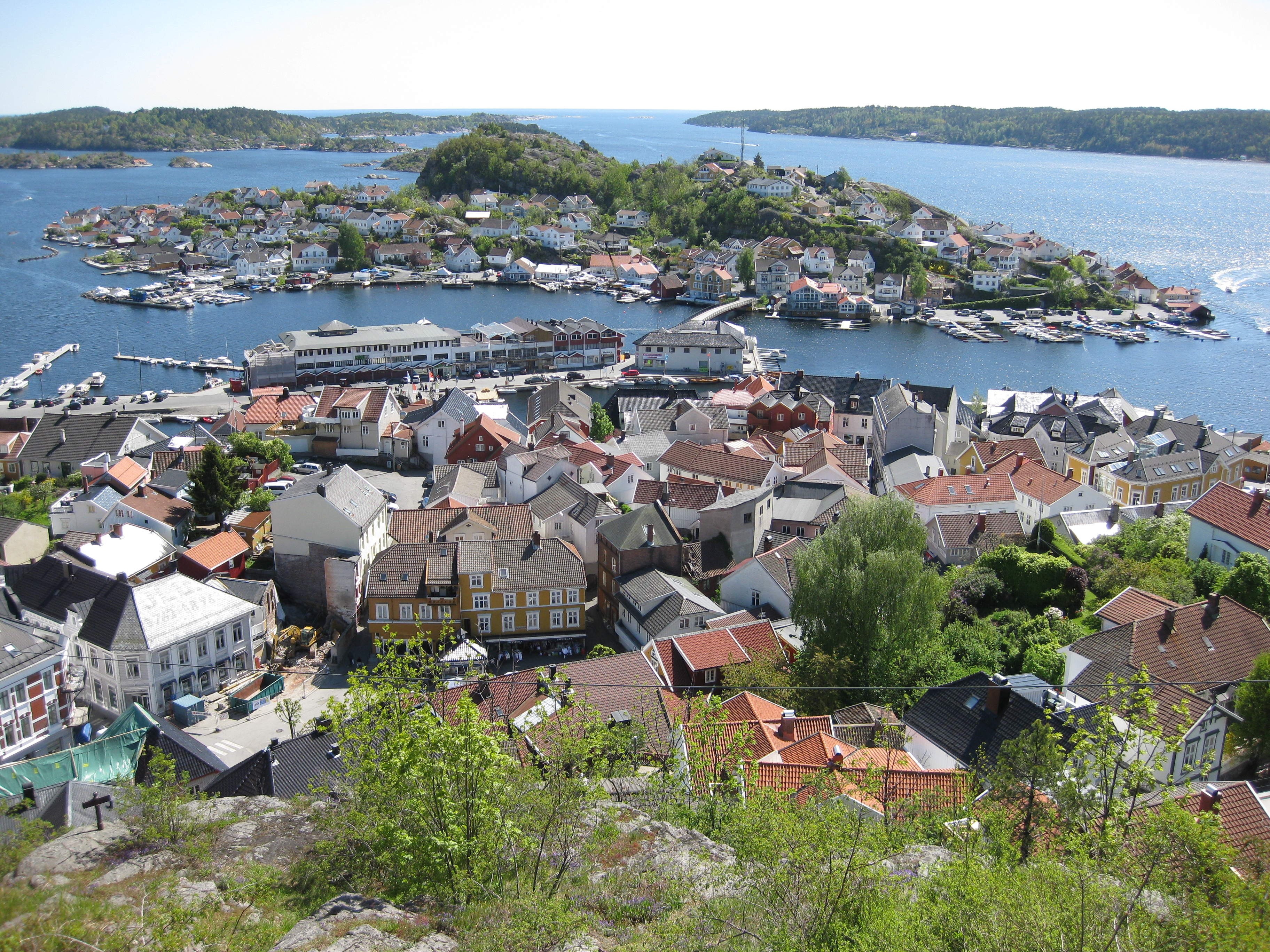
Blick auf Kragerø

Kragerøⓘ ist eine südnorwegische Kommune (Gemeinde) in der Provinz Telemark. Der Verwaltungssitz der Gemeinde befindet sich in der gleichnamigen Stadt Kragerø. Im Sommer ist Kragerø ein beliebtes Ziel für Touristen.

## Geografie
Kragerø grenzt im Nordosten an die Gemeinde Bamble und im Nordwesten an die Gemeinde Drangedal. Im Westen schließt sich die Provinz Agder mit den Gemeinden Gjerstad im Westen und Risør im Südwesten an. Es ist eine Küstengemeinde, die sich vom Fossingford im Nordosten bis zur Fylkesgrenze mit Agder im Südwesten an der Küste Skagerrak entlang zieht. Zum Gemeindegebiet gehören fast 500 Inseln, deren bekannteste sicherlich Jomfruland im gleichnamigen Jomfruland-Nasjonalpark ist.
Das Gemeindegebiet ist stark kupiert und steigt von der Küste wellenförmig Richtung Nordwesten an, wobei der Gipfel Store Valefjell an der Grenze zu Drangedal mit 329,4 moh. die höchste Erhebung ist. Kragerø ist sehr vom Wasser geprägt, denn neben der Küstenlinie mit dem Schärengarten gibt es noch ca. 190 Süßwasserseen.
Tusenårsted der Gemeinde ist die Strandpromenade entlang des Blindtarmen. Die Hafenbucht befindet sich im Zentrum der Küstenstadt Kragerø.

## Name und Wappen
Der Name Kragerø leitet sich im ersten Teil entweder von der altnordischen Form Krákar (deutsch: Krähen bzw. Raben)  oder vom altnordischen Begriff Krag für Klippen und Felsen. Der zweite Teil des Namens øy bedeutet Insel.
Das Wappen stammt aus dem Jahr 1960. Auf ihm ist eine silberne Galeere auf schwarzem Untergrund abgebildet. Es stellt die Galeere dar, die Kragerø bauen musste, als es im Jahr 1666 die Stadtrechte bekam.

## Geschichte
Am Ende des 16. Jahrhunderts erhält Sannidal königliche Zollrechte und entwickelt sich im späteren Verlauf zu einer Verladestelle für Holzexporte, insbesondere nach Holland, Dänemark und England. Aus dem Jahre 1615 stammt die erste schriftliche Quelle, in welcher der Name Kragerø erwähnt wird. In der Mitte des 17. Jahrhunderts wird das Zollamt nach Kragerø verlegt. Unter anderem dadurch erreicht Kragerø ein starkes städtisches Wachstum und bekommt im Jahr 1666 Stadtrechte unter der Auflage für den König eine Galeere zu bauen. 1711 vernichtet ein Feuer fast die gesamte Stadt, wird wieder aufgebaut und erlebt Ende des 18. Anfang des 19. Jahrhunderts eine Blütezeit.
1862 wird in Skåtøy die drittgrößte Holzkirche Norwegens gebaut. 5 Jahre später das Rathaus im Stil einer Schweizer Villa gebaut. Geplant wurde das Gebäude zunächst als Privathaus durch den schwedischen Architekten Emil Victor Langlet, der auch der Architekt des Stortings war. 1870 wird die alte Kirche von Kragerø abgerissen und die neue Kragerø-Kirche gebaut.
1875 darf sich Kragerø die sechstgrößte Seestadt des Landes nennen und hatte zu der Zeit eine Flotte die aus 170 Schiffen mit mehr als 1.600 Mann Besatzung bestand. 1882 werden die Gemeinden Skaatø, Sandøkedals Sogn und Kragerø By gegründet. Im Jahre 1927 wird Kragerø an das Bahnnetz angeschlossen. Dieser Teil der Linie wird allerdings im Jahr 1988 wieder eingestellt.

## Einwohner
In der ersten Hälfte des 20. Jahrhunderts stagnierte die Bevölkerungszahl, während sie in der zweiten Hälfte leicht Anstieg. Seit dem Jahr 2000 ist aber wieder ein Rückgang von 10.656 Anfang 2000 auf 10.380 Anfang 2020 zu verzeichnen. In der Gemeinde liegen mehrere sogenannte Tettsteder, also mehrere Ansiedlungen, die für statistische Zwecke als eine städtische Siedlung gewertet werden. Diese sind Kil mit 1016, Kragerø mit 5467 und Vadfoss/Helle mit 1531 Einwohnern (Stand: 1. Januar 2024).
Kragerø hat weder Nynorsk noch Bokmål als offizielle Sprachform, sondern ist in dieser Frage neutral.

## Wirtschaft und Infrastruktur

### Verkehr
Durch Kragerø führt mit der E18 eine der größten und meistbefahrenen Straßen Norwegens. Von ihr geht in Kragerø der Fylkesvei 38 ab, der nach Norden über Drangedal, Vrådal und Dalen bis zur E134 führt.
Es gibt keine direkte Bahnverbindung, aber eine Busverbindung unter anderem nach Neslandsvatn. Dort gibt es eine Haltestelle der Sørlandsbahn.

### Wirtschaft
Schon seit dem 13. Jahrhundert wird in Kragerø Holzwirtschaft betrieben. Zuerst handelte man mit gespaltenem Holz, später wurde dieses auch mit Äxten bearbeitet. Mit dem Aufkommen der Sägemühlen im 15. Jahrhundert stellte man vielseitige Holzwaren her. Darunter waren Sparren, Bretter, Ruder, Holztonnen und vieles mehr, sodass sich bis Mitte des 16. Jahrhunderts eine vollständige Holzindustrie entwickelt hatte.
Kragerø war zudem spätestens seit dem 17. Jahrhundert ein wichtiger Umschlaghafen für den Holzexport. Bis in die zweite Hälfte des 19. Jahrhunderts ist Kragerø eine von Norwegens größten Seestädten. Zum Holzhandel kam später noch der Export von Zellstofffasern und Produkten aus den Bergwerken im Inland. Seit der ersten Hälfte des 19. Jahrhunderts entwickelte sich die Produktion von Natureis und dessen Export – vor allem nach England und Frankreich, wie auch in wärmeren Wintern nach Deutschland – zu einer wichtigen Industrie.

## Kultur und Sehenswürdigkeiten

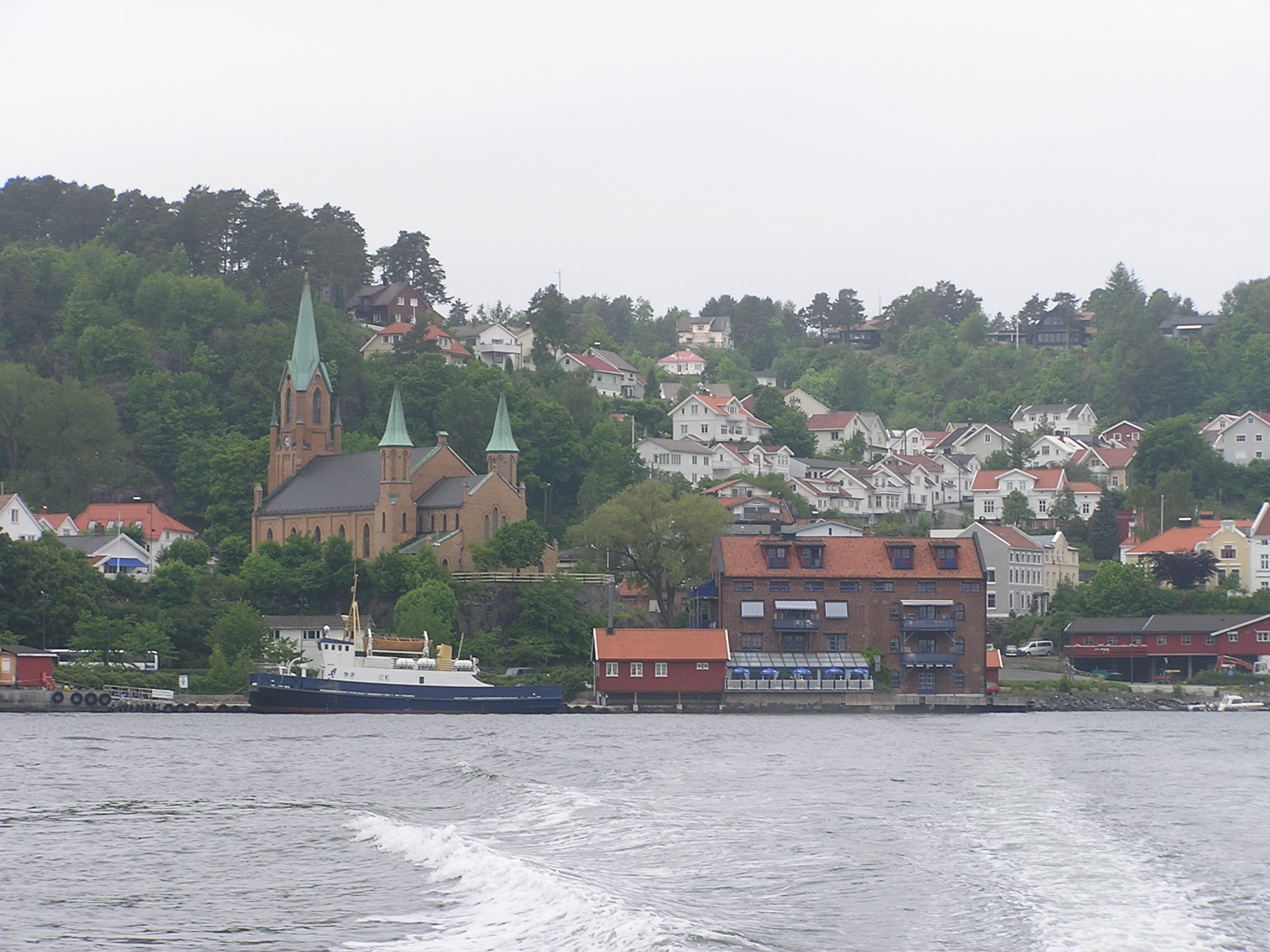
Kragerø mit Kirche

Viele Künstler haben hier gewirkt. Unter anderem haben Evard Munch, Erik Werenskiold und Christian Krogh zeitweise in Kragerø gewohnt.
- Stadtmuseum Kragerø auf dem Anwesen Berg nördlich der Stadt Kragerø
- Gea Norvegica Geopark
- Gundersholmen kystfort
- Kragerø Kirche
- Skåtøy Kirche

## Persönlichkeiten
- Magdalene Sophie Buchholm (1758–1825), Lyrikerin
- Anton Martin Schweigaard (1808–1870), Jurist und Politiker
- Theodor Kittelsen (1857–1914), Maler
- Fernanda Nissen (1862–1920), Journalistin
- Knud Wefald (1869–1936), Politiker
- Bodil Biørn (1871–1960), Missionarin
- Thor Jensen (1880–1976), Turner
- Geburg Aasland (1886–1970), Organist und Komponist
- Kirsten Heiberg (1907–1976), Sängerin und Schauspielerin. Ihre Grabstelle befindet sich auf dem örtlichen Friedhof.
- Ole Myrvoll (1911–1988), Politiker
- Per Hansson (1922–1982), Journalist
- Robert Mood (* 1958), Generalleutnant
- Tobias Drevland Lund (* 1996), Politiker
- Maja Furu Sæteren (* 2003), Handballspielerin
- Turid Jørgensen, Musikerin in der Band Katzenjammer